# Lasiopodomys
 (août 2025).
Si vous disposez d'ouvrages ou d'articles de référence ou si vous connaissez des sites web de qualité traitant du thème abordé ici, merci de compléter l'article en donnant les références utiles à sa vérifiabilité et en les liant à la section « Notes et références ».
Genre
Lasiopodomys est un genre de rongeur de la famille des Cricétidés. Les 3 espèces de ce genre vivent en Asie.

## Liste des espèces
Selon Mammal Species of the World (version 3, 2005)  (13 mars 2016) :
- Lasiopodomys brandtii (Radde, 1861)
- Lasiopodomys fuscus (Büchner, 1889) - classé dans le genre Neodon par ITIS (13 mars 2016)[2]
- Lasiopodomys mandarinus (Milne-Edwards, 1871) - campagnol mandarin

Selon ITIS (13 mars 2016) :
- Lasiopodomys brandtii (Radde, 1861)
- Lasiopodomys mandarinus (Milne-Edwards, 1871) - campagnol mandarin